# Derambila guttilinea
Derambila guttilinea är en fjärilsart som beskrevs av Walker 1866. Derambila guttilinea ingår i släktet Derambila och familjen mätare. Inga underarter finns listade i Catalogue of Life.